# Paytakaran
Paytakaran ou P’aytakaran (en arménien : Փայտակարան), également la Caspiane, est la onzième province de l'Arménie historique selon Anania de Shirak, la plus orientale de l'ancien royaume. Située entre les cours inférieurs de l'Araxe et de la Koura, à l'est de l'Outik, elle correspond aujourd'hui au nord-ouest de l'Iran et au sud de l'Azerbaïdjan.

## Histoire
La province est intégrée au royaume d'Arménie par Artaxias Ier au IIe siècle av. J.-C. jusqu'en -59 sur décision de Pompée, qui réorganise la région. Elle est ensuite reconquise et reste sous contrôle arménien jusqu'en 428 et l'abolition de la monarchie, et est intégrée à l'Atropatène.

## Districts

Les quinze provinces de l'Arménie historique, avec le Paytakaran à l'est.

La province est divisée en onze districts ou cantons (gavar, գավառ) :
- Hrak’ot-Perož / Ṙotěstak (Հրաքոտ–Պերոժ) ;
- Vardanakert (Վարդանակերտ) ;
- Ewt’np’orakean-bagink’ (Յոթնփորակյան Բագինք) ;
- Bałan-ṙot / Ṙot-i Bała (Ռոտ-ի-Բաղա) ;
- Aṙos (Առոս) ;
- Pičan (Պիճան) ;
- Hani (Հանի) ;
- At’ši-Bagawan (Աթշի–Բագավան) ;
- Spandaran-Perož (Սպանդարան-Պերոժ) ;
- Ormizd-Perož (Որմիզդ-Պերոժ) ;
- K’eokean ? (Քոեկյանը) ;
- Alewan (Ալևան).